# (73687) Thomas d'Aquin
Pour les articles homonymes, voir Thomas et Aquin.
(73687) Thomas d'Aquin (désignation internationale (73687) Thomas Aquinas) est un astéroïde de la ceinture principale découvert le 10 octobre 1990 à Tautenburg par les astronomes allemands Freimut Börngen et Lutz D. Schmadel. Il porte le nom du théologien et philosophe saint Thomas d'Aquin (1225-1274), né en Italie, professeur à la Sorbonne.
Sa désignation provisoire était 1990 TQ2.